# 102a Brigada Mixta (Exèrcit Popular de la República)
La 102a Brigada Mixta va ser una unitat de l'Exèrcit Popular de la República que va prendre part en la Guerra Civil Espanyola, i va combatre al front d'Aragó, la bossa de Bielsa i la batalla de l'Ebre.

## Historial
La 102a Brigada Mixta va ser creada a Villena el març de 1937. La base de la seva creació va ser el 5è Batalló de la 72a Brigada Mixta, i també a partir de reclutes de les quintes de 1932 a 1935.
Al començament de juny la unitat va ser enviada al front d'Osca, on es va incorporar a la recentment creada 43a Divisió del X Cos d'Exèrcit, encara que no va intervenir en l'ofensiva d'Osca. A l'agost va prendre part en l'atac sobre Saragossa integrada en l'Agrupació «C», travessant el riu Ebre i ocupant l'estació de Pina.
Al març de 1938, després del començament de l'ofensiva franquista a Aragó, les forces revoltades van avançar amb rapidesa sobre Barbastre, la qual cosa va forçar la retirada de la 43a Divisió a les valls pirinenques. A la fi de març la divisió havia quedat voltada en vall de l'Alt Cinca, sotmesa a forts atacs de l'enemic. En el que va arribar a conèixer-se com la bossa de Bielsa, la 102a BM i altres unitats de la divisió van aconseguir resistir durant uns mesos, aïllats completament de la resta de l'Espanya republicana. Cap al 18 de maig la 102a BM es trobava cobrint les posicions de la Vall de Gistau. A partir del 9 juny la pressió franquista va aconseguir una lenta retirada de les unitats republicanes i per al 17 de juny tota la divisió havia travessat la frontera francesa.
Després de tornar a la zona republicana, va ser reorganitzada a Girona durant el mes de juliol i participaria en la batalla de l'Ebre. Va ser destinada a la Serra de Pàndols, on va sofrir nombrosos assalts de les unitats franquistes. Després de diverses setmanes de continus combats, el 30 d'octubre la brigada va perdre la serra de Cavalls i va passar a la rereguarda. El 14 de novembre va travessar el riu i des del marge contrari va cobrir el replegament de les restants forces republicanes.
Després dels combats de l'Ebre en l'àrea d'Almatret i Llardecans, molt infringida. Quan es va iniciar la ofensiva franquista sobre Catalunya, va haver de fer front a la 13a Divisió franquista. Va continuar resistint fins a l'1 de gener de 1939, que va haver de retirar-se cap a la costa. De fet, a mitjan gener la 102a BM va ser l'última unitat republicana que va defensar el port de Tarragona abans de sortir de la ciutat davant la massiva arribada de les forces marroquines No va poder impedir els posteriors avanços de l'Exèrcit franquista i va continuar retirant-se cap a la frontera francoespanyola, que va travessar per Portbou el 9 de febrer.

## Comandaments
- Tinent coronel d'Infanteria Ernesto Morazo Monje;
- Comandant d'Infanteria Sebastián García-Peña Valencia;
- Major de milícies José Hernández de la Mano;